# Keenan Horne
Keenan Horne né le 17 juin 1992 au Cap, est un joueur de hockey sur gazon sud-africain. Il évolue au poste d'attaquant au Central Hockey Club et avec l'équipe nationale sud-africaine.
Il a participé aux Jeux olympiques d'été de 2020.

## Carrière

### Coupe du monde
- Premier tour : 2018

### Coupe d'Afrique
- : 2017, 2022

### Jeux olympiques
- Premier tour : 2020